# یونایکا کرافورد
یونایکا کرافورد (اسپانیایی: Yunaika Crawford‎؛ زادهٔ ۲ نوامبر ۱۹۸۲) پرتاب‌گر چکش زن اهل کوبا است.
وی در مسابقات کشوری و بین‌المللی در مجموع برندهٔ ۱ مدال نقره، ۱ مدال برنز شده‌است.